# Lucila Luciani de Pérez Díaz
Lucila Luciani de Pérez Díaz   (Maracaibo, 21 de gener de 1882 - Caracas, 8 de març de 1971) va ser una historiadora, música i feminista veneçolana.
Va ser la primera dona directora de l'Escola Normal de Mestres, va servir com a bibliotecària del Ministeri d'Afers Exteriors i es va convertir en subdirectora de la Biblioteca Nacional. Va ser la primera dona acceptada a l'Acadèmia Nacional d'Història i va ser delegada de Veneçuela per al cos inaugural de la Comissió Interamericana de Dones. Va ser una de les fundadores del moviment feminista a Veneçuela i va publicar la revista feminista Iris.

## Biografia
Filla de Juan Nepomuceno Luciani i Casimira Eduardo, va rebre la seva educació a Veneçuela, Estats Units d'Amèrica i França, i va aprendre violí i piano amb instructors de renom com Ramon Delgado Palacios. Va tocar a l'estranger en concerts privats i públics, i va tornar el 1909 a Veneçuela per casar-se amb el dermatòleg pioner Manuel Pérez Díaz, amb qui va tenir vuit fills.
Luciani va començar la seva carrera escrivint articles històrics i feministes, crítiques literàries i assajos per a revistes i diaris. Va publicar diverses històries curtes i el 1919 va publicar el seu primer llibre, La batalla de Boyacá: su importancia militar y política (La batalla de Boyacá: la seva importància militar i política), que va guanyar el premi de l'Acadèmia d'Història de Veneçuela a principis de la dècada del 1920.
El 1928, quan es va fundar la Comissió Interamericana de Dones (CIM), Luciani va ser designada una de les membres inaugurals. Doris Stevens, qui havia proposat que la comissió investigués la disparitat de les lleis que afecten les dones a les Amèriques, va ser designada com a presidenta i els altres sis països van ser seleccionats per sorteig. Els països escollits van ser Argentina, Colòmbia, El Salvador, Haití, Panamà, i Veneçuela; les delegades nomenades van ser:
- Ernestina A. López, de l'Argentina.
- María Elena de Hinestrosa, de Colòmbia.
- María Alvárez de Guillén Rivas, de El Salvador.
- Alice Téligny Mathon, de Haití.
- Clara González, de Panamà.
- Luciani, de Veneçuela.[5]

Aquest mateix any va començar a publicar Iris, una revista d'acció social, i va ser la seva directora fins al 1941. La revista feminista es va publicar conjuntament amb la Unió de Dames de l'Acció Catòlica, de la qual Luciani va ser fundadora i la seva primera presidenta.
Quan el seu marit va morir el 1931, Luciani es va convertir en l'únic suport econòmic de la seva família i va començar enseñar. Entre 1934 i 1935 va ensenyar a l'Escola Normal per a Mestres, i el 1936 es va convertir en la seva primera directora. Aquell mateix any, va servir també com a directora del Col·legi Cháves i va treballar com a bibliotecària al Ministeri d'Afers Exteriors. El 1939 va ser nomenada subdirectora de la Biblioteca Nacional, i el 1940 va ser guardonada amb el primer lloc (número 10) a l'Acadèmia Nacional d'Història, que fins al moment no havia estat atorgat a una dona.
Va representar a Veneçuela en diverses conferències internacionals. A més del seu treball investigador amb la CIM, Luciani va atendre el Congrés Internacional de la Unió de Dones Catòliques a Santiago de Xile el 1936. El 1941, va ser nomenada la primera presidenta de la Conferència Catòlica de Veneçuela, i el 1945 va servir en la delegació de Veneçuela en la conferència de San Francisco, la qual va resultar en la fundació de les Organització de les Nacions Unides.
Luciani va morir el 8 de març de 1971 a Caracas, Veneçuela.

## Selecció d'obres
- Luciani de Peréz Díaz, Lucila. La batalla de Boyacá: su importancia militar y política (en castellà).  Caracas: Tip. Cultura venezolana, 1919. OCLC 15023788.
- Luciani de Peréz Díaz, Lucila «Miranda: precursor do feminismo» (en portuguès). Revista Feminina. Empresa Feminina Brasileira do São Paulo [São Paulo], Anno XVI(176), 1929, pàg. 30–32. Arxivat de l'original el 2017-06-10 [Consulta: 13 agost 2020].
- Luciani de Peréz Díaz, Lucila. Bolivianas; ensayos históricos: homenaje al Libertador en el sesquicentenario de su natalicio (en castellà).  Caracas: Editorial Elite, 1933. OCLC 253124751.
- Luciani de Peréz Díaz, Lucila. Lecciones de Catecismo, o el Catecismo [i.e. "Catecismo de la Doctrina Cristiana" ] enseñado a los niños por una madre (en castellà).  Caracas: Editorial Venezuela, 1939. OCLC 561018892.
- Luciani de Peréz Díaz, Lucila. Discursos pronunciados en la recepcion de la Senora Lucila Luciani de Perez Diaz como individuo de numero de la Corporacion (en castellà).  Cáracas: Tipografia Americana, 1940. OCLC 83566716.
- Luciani de Peréz Díaz, Lucila. Miranda: su vida y su obra (en castellà).  Caracas: Comandancia General de la Marina, 1968. OCLC 2100272.
- Luciani de Peréz Díaz, Lucila. Páginas sueltas (en castellà).  Caracas: Academia Nacional de la Historia, 1970. OCLC 253636688.
- Luciani de Peréz Díaz, Lucila. Catálogo de libros de la exposición catequística: con un estudio histórico y bibliográfico (en castellà).  Cuernavaca: Centro Intercultural de Documentación de Biblioteca Nacional de Venezuela, 1970. OCLC 253781145.
- Luciani de Peréz Díaz, Lucila. Seis ensayos sobre Bolívar (en castellà).  Caracas: Editorial Laude, 1975. OCLC 254013111.
- Luciani de Peréz Díaz, Lucila. Historia mínima (en castellà).  Caracas: BanCaribe, 2006. ISBN 978-980-12-2051-0.